# Okinawa (prefectuur)
De prefectuur Okinawa  (Japans: 沖縄県, Okinawa-ken) is Japans zuidelijkste prefectuur. Het bestaat uit enkele honderden eilanden die zich over een afstand van 1200 kilometer uitstrekken tussen Kyushu en Taiwan. Okinawa heeft een oppervlakte van 2275,71 km² en had op 1 maart 2008 een bevolking van ongeveer 1.376.105 inwoners. De hoofdstad Naha, bevindt zich op het zuidelijke deel van, het grootste en dichtstbevolkte eiland van de prefectuur, Okinawa.

## Geografie

### Grote eilanden
De bewoonde eilanden van de prefectuur Okinawa vallen uiteen in drie eilandengroepen. Van noordoosten naar zuidwesten zijn dit:
- Okinawa-eilanden
  - Iejima
  - Kumejima
  - Kerama-eilanden
  - Okinawa (eiland)

- Miyako-eilanden
  - Miyakojima

- Yaeyama-eilanden
  - Iriomote
  - Ishigaki
  - Yonaguni

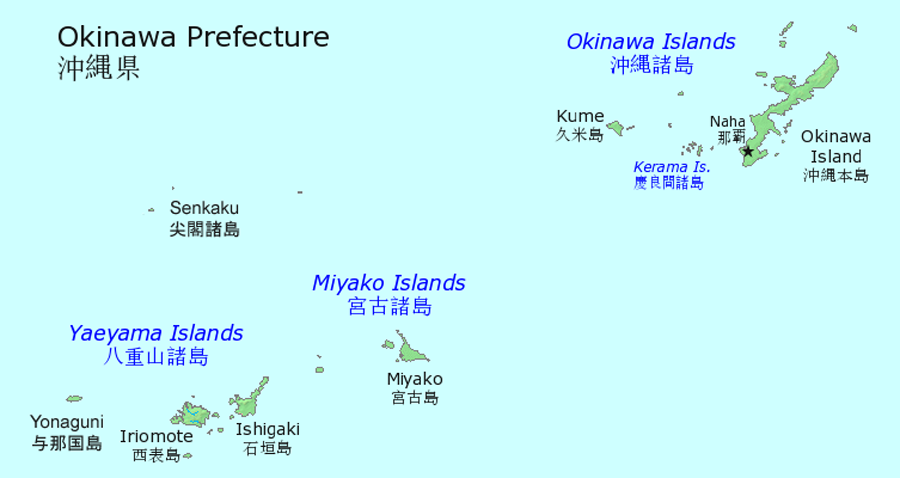
De eilanden van de prefectuur Okinawa

De administratieve onderverdeling is als volgt:

### Zelfstandige steden (市) shi
Er zijn 11 steden in de prefectuur Okinawa.
- Ginowan
- Ishigaki
- Itoman
- Miyakojima
- Nago
- Naha (hoofdstad)
- Nanjo
- Okinawa
- Tomigusuku
- Urasoe
- Uruma

### Gemeenten (郡 gun)
De gemeenten van Okinawa, ingedeeld naar district:
| District  | Gemeenten |
| --------- | --- |
| Kunigami  | Ginoza - Higashi - Ie - Kin - Kunigami - Motobu - Nakijin - Onna - Ōgimi                                              |
| Miyako    | Tarama |
| Nakagami  | Chatan - Kadena - Kitanakagusuku - Nakagusuku - Nishihara - Yomitan                                                   |
| Shimajiri | Aguni - Haebaru - Iheya - Izena - Kitadaitō - Kumejima - Minamidaitō - Tokashiki - Tonaki - Yaese - Yonabaru - Zamami |
| Yaeyama   | Taketomi - Yonaguni                                                                                                   |

### Fusies
(Situatie op 1 januari 2006) 
Zie ook: Gemeentelijke herindeling in Japan
- Op 1 april 2002 fuseerden de gemeenten Gushikawa en Nakazato van het District Shimajiri tot de nieuwe gemeente Kumejima.

- Op 1 april 2005 werden de steden Gushikawa en Ishikawa en de gemeenten Katsuren en Yonashiro (beide van het District Nakagami) samengevoegd tot de nieuwe stad Uruma.

- Op 1 oktober 2005 werd de stad Hirara samengevoegd met de gemeenten Irabu, Gusukube, Shimoji en Ueno (alle van het District Miyako) tot de nieuwe stad Miyakojima.

- Op 1 januari 2006 fuseerden de gemeenten Kochinda en Gushikami van het District Shimajiri tot de nieuwe gemeente Yaese.

- Op 1 januari 2006 smolten de gemeenten Sashiki, Tamagusuku, Chinen en Ozato (alle van het District Shimajiri) samen tot de nieuwe stad Nanjo.

## Bevolking
Op 1 oktober 2020 telde Okinawa 1.467.480 inwoners. Dit waren er 33.914 meer (+2,36%) dan 1.433.566 inwoners vijf jaar eerder - op 1 oktober 2015. De gemiddelde jaarlijkse bevolkingsgroei komt voor de periode 2015-2020 uit op 0,47% per jaar, waarmee Okinawa de enige plaats in Japan is met een positieve bevolkingsgroei. Ongeveer 0,081% van de Okinawaanse bevolking bestaat uit honderdplussers, waarmee de prefectuur het hoogste aandeel honderdplussers in Japan heeft. Okinawa is een van de vijf zogenaamde blauwe zones.
|                                 |
| ■ Totale bevolking in duizenden |

Het vruchtbaarheidscijfer in Okinawa was in 2013 gemiddeld 1,94 kinderen per vrouw - het hoogst in Japan. Ook had Okinawa de jongste bevolking van Japan - kinderen tussen 0-14 vormden in 2022 ongeveer 16,5% van de bevolking, terwijl 23% van de bevolking 65 jaar of ouder was. In 2011 waren deze percentages nog 17,7% respectievelijk 17,3% van de bevolking, hetgeen wijst op een trend van ontgroening en vergrijzing.

## Cultuur
Okinawa is bekend om zijn Awamori, een gedistilleerde drank op basis rijst.

## Galerij

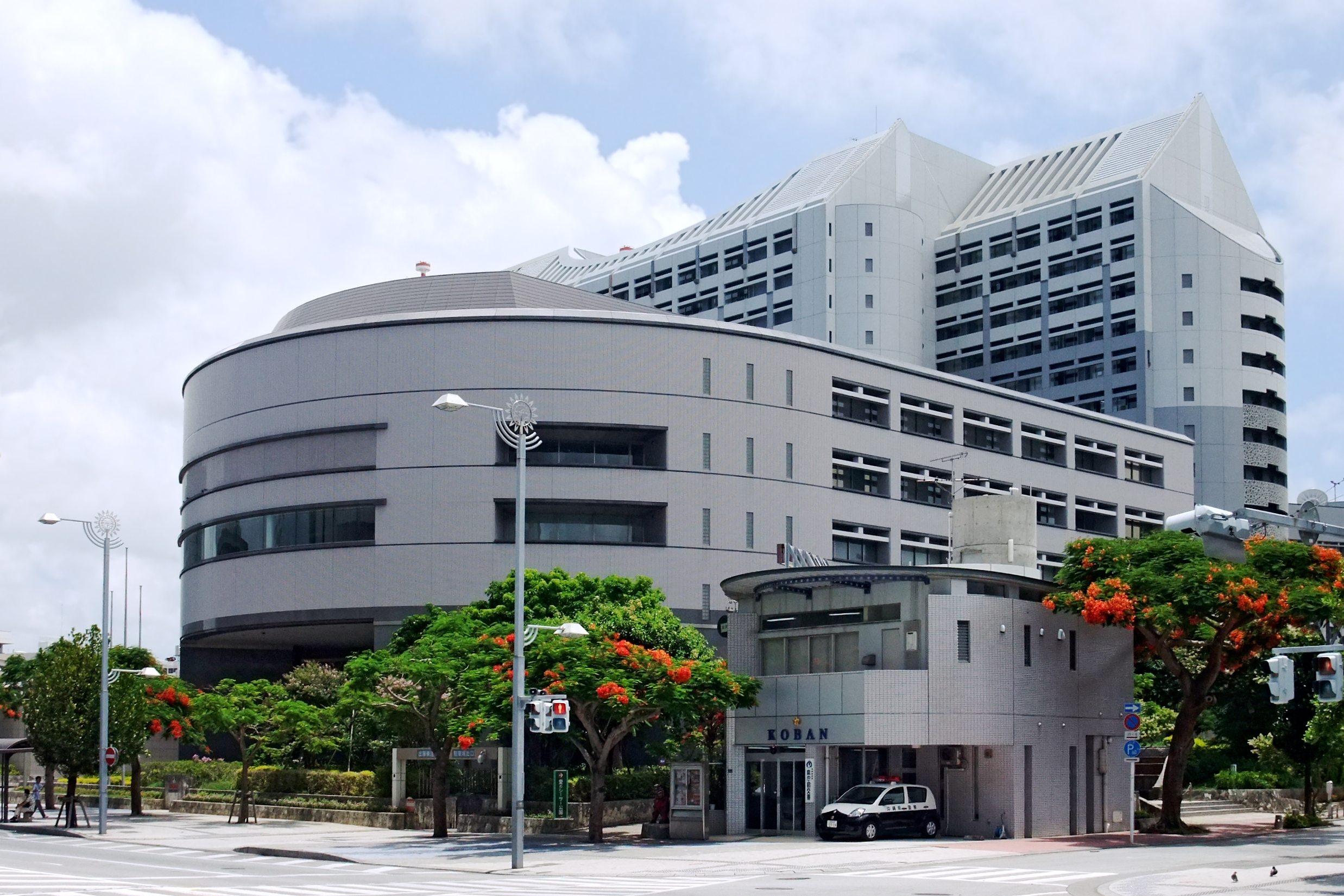
De zetel van de prefectuur Okinawa